# Historia de Níger
Este artículo trata sobre la historia de Níger. Níger se convirtió en 1960 en una república presidencial. Desde 1999 está gobernada tras la constitución desde julio del mismo año. En décadas pasadas los gobiernos cambiaron constantemente entre dictaduras militares y gobiernos paisanos. El presidente directamente escogido por la gente es el jefe de Estado y sólo puede ser reelegido una vez. La Asamblea nacional tiene 83 representantes y el período legislativo dura cinco años. El parlamento fue disuelto después de varios golpes de estado repetidamente. El país está dividido en ocho divisiones administrativas.

## Prehistoria
El territorio nigerino ha estado habitado por homínidos desde hace más de noventa milenios, según la evidencia arqueológica encontrada. La evidencia botánica, climática y geológica indica que en esos tiempos el proceso de desertificación de toda la región norte del país aún no había comenzado, o era incipiente. 

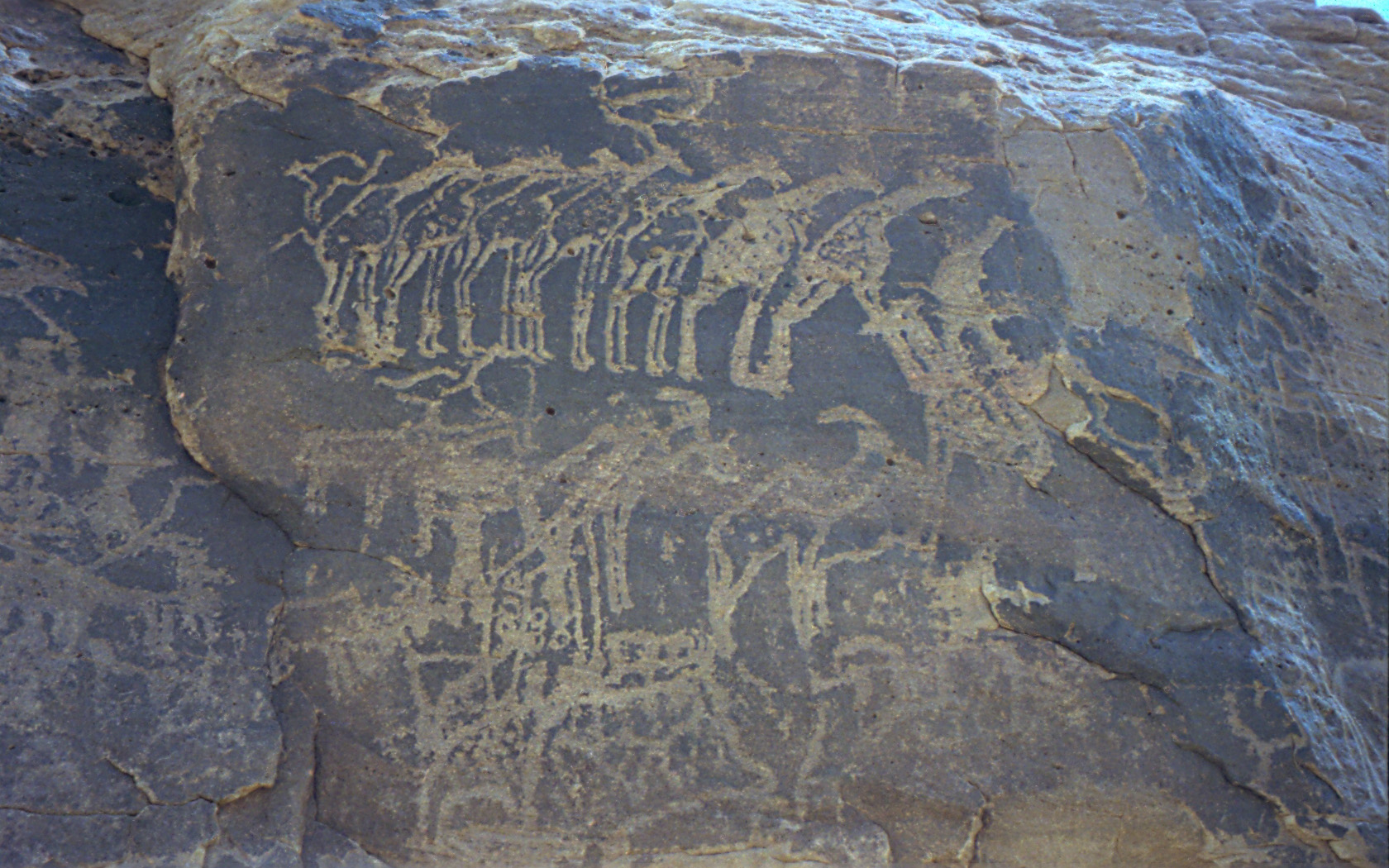
Vestigios de arte rupestre cerca de Tiguidit.

Grupos que vivían del pastoreo dejaron pinturas rupestres de una abundante vida silvestre, animales domésticos y carretas, así como una compleja cultura que se remonta por lo menos al X milenio a. C., que se destacó por sus obras en cerámica así como por su técnica en el desarrollo de arcos y flechas. De ese periodo quedan asimismo huellas de una activa hidrografía, cuando durante el neolítico el clima se hizo clemente, y el río Níger y el lago Chad registraron sus máximos niveles.
Aunque hace seis mil años las regiones septentrionales situadas en el Sahara seguían siendo fértiles, el desierto ya había avanzado notablemente en el actual Níger hacia el siglo XXV a. C.

## Edad Media y Moderna

### DelsigloXalXIX
Desde principios del siglo XII, los tuareg construyeron grandes federaciones, que se expandieron su influencia hacia el sur, en las Montañas de Air, desplazando a sus antiguos habitantes hacia territorios aún más meridionales. En su momento de mayor poderío, esta entidad controló el actual Níger y ejercía un gran peso en la zona septentrional de Nigeria.

Extensión del Imperio songhay.

El Imperio songhay se expandió en el actual Níger desde principios del siglo XIV, controlando hasta Agadez antes de su colapso en 1591, entidad de la cual los pueblos zarma y songhai guardan trazas. Tras la caída algunas partes del Imperio y refugiados del actual Malí conformaron una serie de estados Songhai, de los cuales el reino dendi fue el más poderoso. 
En el siglo XVII los fulani se desplazaron a la región oriental de Liptako. Los pequeños reinos Zarma y varios estados hausa, que llegaron en el siglo X y se convirtieron al islam en el XIV, chocaron la expansión fulani de Sokoto en el sur. En el siglo XVII controlaban las rutas comerciales entre el Mediterráneo y Ghana y Nigeria. La frontera con Nigeria Británica se basó en parte en la ruptura entre el califato Sokoto al sur, y la dinastía hausa reinante que había abandonado el norte. En el extremo oriental, en la cuenca del lago Chad, la expansión sucesiva de los imperios Imperio Kanem-Bornu difundió étnicamente a los kanuri y a los Toubou hasta regiones tan occidentales como los oasis de Zinder y Kaouar del siglo X al XVII.
A principios del siglo XIX en el sur de Níger florecieron los llamados estados hausa, estos fueron una serie de ciudades estado independientes situadas entre el río Níger y el lago Chad. La tradición hausa recuerda las legendarias aventuras de Bayajidda, de quien se dice que llegó desde Bagdad (u otro lugar de Oriente Próximo) y fundó los estados hausa. El idioma hausa se expandió durante el período de los estados hausa.

## Edad Contemporánea

### Llegada de los europeos
En el siglo XIX el contacto con Occidente comenzó mediante las exploraciones, en particular las del naturalista Mungo Park y el explorador alemán Heinrich Barth al servicio del Imperio británico. De hecho, los poderes coloniales estaban interesados en conectar sus enclaves orientales y occidentales en el continente africano, por lo que la existencia de una fuente de agua como el lago Chad intensificó aún más el interés por la región.
Los británicos y los franceses se dividieron la región sobre el papel, fijando el límite más al norte de la frontera final, que fue extendida por el oficial Parfait-Louis Monteil en los años 1890. Aunque los esfuerzos franceses por controlar la región comenzaron antes de 1900, varios grupos no fueron sometidos sino hasta 1922, cuando se consolidó la colonia.

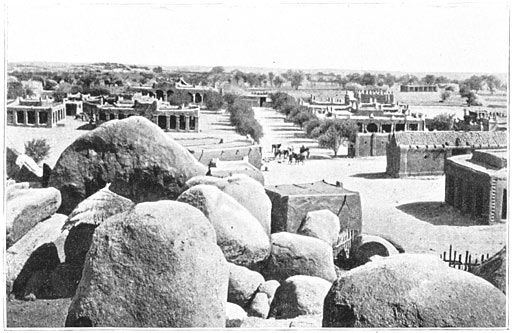
Vista de Zinder en 1906.

### Colonización francesa
La colonización francesa se realizó a finales del siglo XIX. Las fuerzas coloniales encontraron más oposición de la que esperaban, lanzando la expedición punitiva Voulet-Chanoîne, arrasando el sur del país entre 1898 y 1899, dejando a su paso toda una serie de atrocidades. El límite definitivo entre las colonias francesas y británicas se fijó en 1904, el cual seguía el curso del río Níger, desde Timbuctú hasta el lago Chad.
Durante su dominio colonial, los franceses favorecieron a la etnia zarma así como a los practicantes de la religión musulmana, pues presentaba más concordancias con su sistema que las estructuras indígenas animistas. Algunas prácticas religiosas que fueron percibidas como amenazantes por la administración local fueron en efecto suprimidas.
Aunque las revueltas de los tuaregs continuaron, tras el sitio de Agadez en 1916 y 1917 los franceses controlaron la zona. A partir de entonces el actual territorio de Níger pasó a formar parte del África Occidental Francesa. La capital se encontraba en Dakar, Senegal, con un gobernador local en Niamey. En 1931 decenas de miles de personas murieron debido a una hambruna, que llevó a muchos otros habitantes a huir a Nigeria. Tras un corto período de prosperidad, las condiciones alimentarias difíciles regresaron en 1937 y 1940.
Tras la Conferencia de Brazzaville de 1944, además de conceder la nacionalidad francesa a los habitantes de esos territorios, en 1946 la Constitución francesa promovió la descentralización. En 1956 el sistema colonial trató una vez más de adaptarse mediante la Ley de Reforma (Loi Cadre) del 23 de julio. Tras el establecimiento de la Quinta República Francesa en 1958, Níger pasó a ser un estado autónomo dentro de la Comunidad Francesa, cuando prefirió esa posibilidad a la independencia en un referendo que, sin embargo, despertó sospechas de fraude.

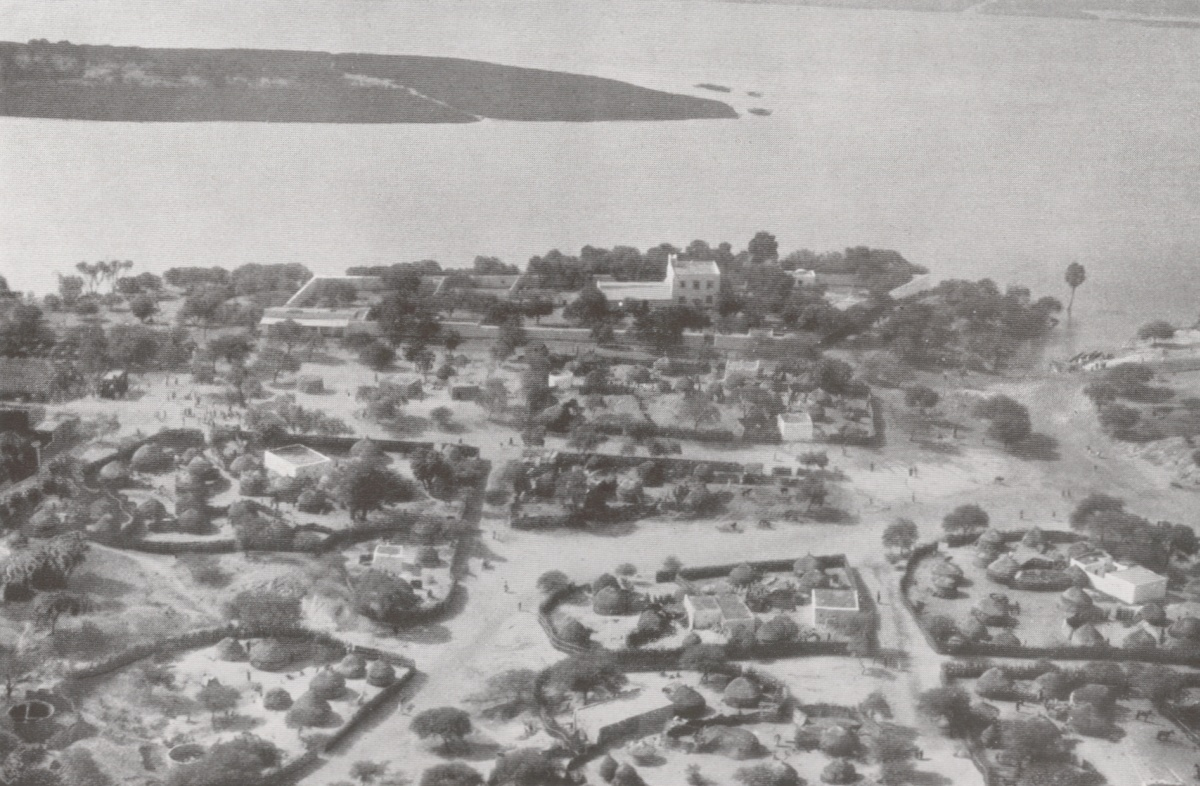
Niamey en 1930.

### Independencia
Dos años después el país obtuvo su independencia. El primer presidente fue Hamani Diori, que logró su reelección en las elecciones de 1965 y 1970. Con la ayuda de Francia comienza la explotación de las minas de uranio, al norte, cerca de la frontera con Argelia. 
Sin embargo, las grandes sequías que se sucedieron a partir de 1968 y se intensificaron en los años 1970 generaron un estado de inquietud social y de inestabilidad de gobierno, que condujeron a un primer golpe de Estado militar en 1974 dirigido por el coronel Seyni Kountché, que derrocó a Diori. Kountché sufrió a su vez varios intentos golpistas frustrados, pero también fue afortunado por los descubrimientos de uranio. La explotación del mineral, sin embargo, también acarreó una fuerte inflación.
Kountché falleció y fue reemplazado por su camarada Ali Seibou, que acrecentó su base de poder en la década de los años 1980. La principal preocupación de sus gobiernos fue desarrollar y diversificar la débil base económica y productiva del país, intentando desprenderse de la dependencia de uranio, entonces la única fuente de ingresos económicos por la exportación. Seibou constituyó el Movimiento Nacional para el Desarrollo Social (MNSD), que sería el único partido político legal. En 1983 se presentó una intensa sequía, a lo cual se sumó el desplome de los precios del uranio y a la concentración del poder político. A finales de los años 1970 y el primer lustro de los 1980 se presentó una hambruna que según algunos cálculos se cobró la vida de 2'000.000 de personas.
Mientras se extendía la pobreza entre amplias capas de la sociedad y las sequías amenazaban generar hambrunas, el MNSD comenzó a solicitar préstamos al Fondo Monetario Internacional y al Banco Mundial. Esas entidades exigieron cambios estructurales macroeconómicos, entre ellos el congelamiento de los salarios de los empleados públicos durante dos años, o los impuestos a productos básicos de la canasta familiar, generando mayores niveles de pobreza.
Las organizaciones estudiantiles y obreras se opusieron mediante manifestaciones, huelgas y motines en todo el país, exigiendo una apertura política y el abandono del monopartidismo. En muchos casos hubo una respuesta gubernamental violenta.

## Últimas décadas

### Años 1990
En 1990 la presión popular llevó a Seibou a adoptar medidas aperturistas, convocando una Conferencia Nacional bajo la dirección de Seku Amadu, quien debía preparar un gobierno de transición. En 1993 se promulgó la Constitución y se celebraron las primeras elecciones libres, vencidas por la Alianza de Fuerza para el Cambio (AFC) —una coalición de seis partidos de oposición— que obtuvo cincuenta de los ochenta y tres escaños en juego. El MNSD perdió, asimismo, la presidencia, que pasó a manos de Mahamane Ousmane, candidato de uno de los partidos integrantes de la AFC.

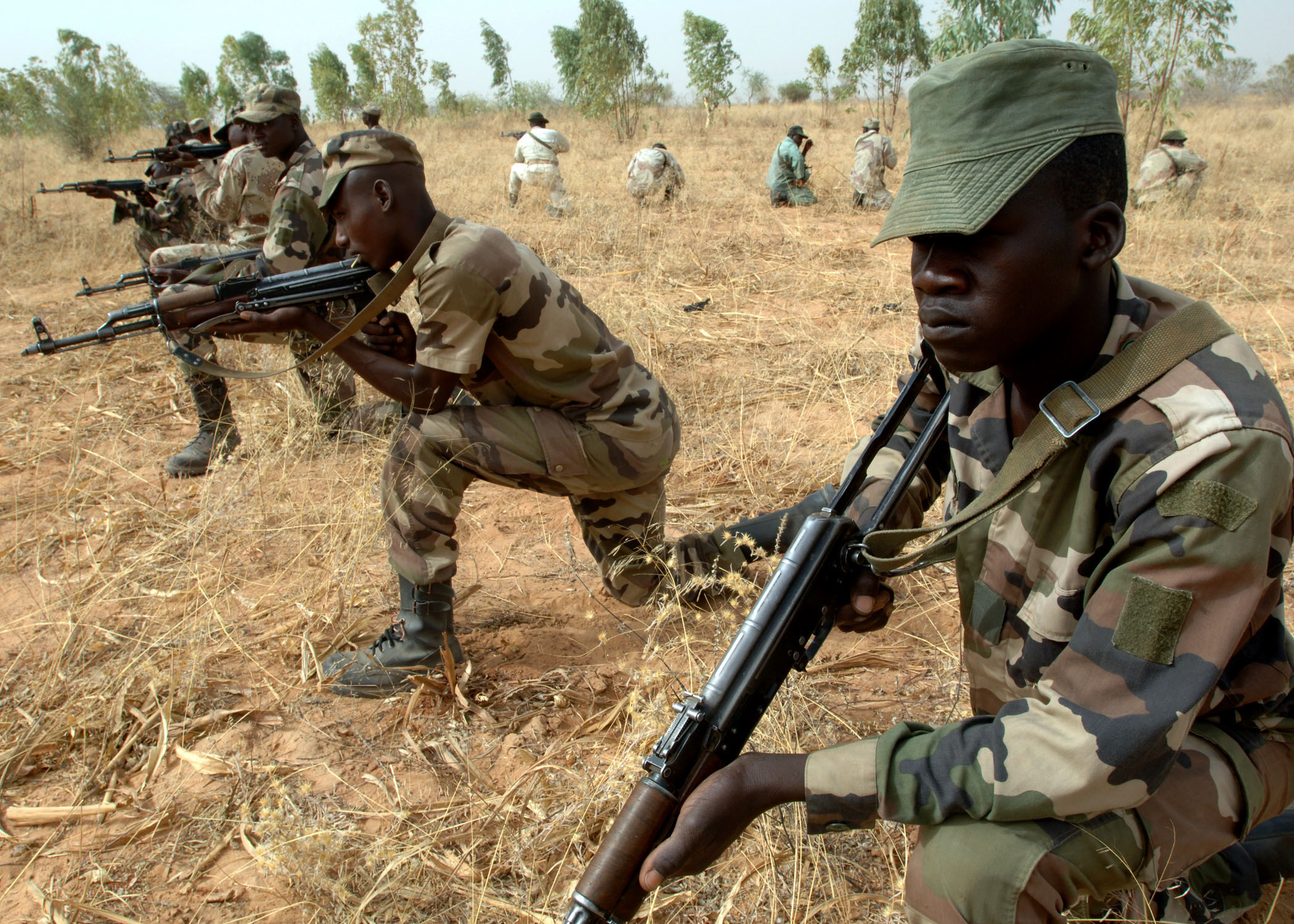
El ejército ha sido protagonista de la política nigerina reciente.

Con el nuevo gobierno se registró un alzamiento de la etnia tuareg de la zona septentrional. Las repetidas sequías habían acabado con el ganado de este pueblo nómada, que fue obligado a convertirse en sedentario mientras reclamaba al gobierno una solución al problema. El gobierno prometió entregarles tierras, pero incumplió su promesa, lo que generó un conato de guerra civil que duró hasta bien entrado el año siguiente. Por su parte, se registraron manifestaciones estudiantiles. Las discrepancias condujeron a la ruptura de la coalición en 1994, así como a la renuncia del primer ministro. En 1995 se formó una nueva coalición que alcanzó la mayoría en el Congreso. Esta ventaja de poder le permitió exigir la renuncia de todo el Poder Ejecutivo y la formación de un nuevo gobierno, que quedó en manos de Hama Amadou. 
En enero de 1996, sin embargo, el coronel Ibrahim Baré Mainassara dio un nuevo golpe de Estado y suspendió la vigencia de la constitución, cuyo imperio no ha sido restaurado. Mainassara prometió devolver el gobierno al poder civil y cumplió en 1999, en que las primeras elecciones municipales dieron el triunfo a la oposición. Esa circunstancia provocó descontento en amplios sectores militares, cuya reacción fue hacer asesinar a Mainassara a manos de su propia guardia. En diciembre el poder regresó a manos de civiles al elegirse presidente a Mamadou Tandja y a Hama Amadú como primer ministro, nombrado en enero de 2000.

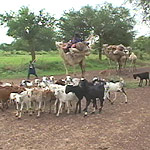
Nómadas huyendo la hambruna de 2005.

### Sequía de 2004
La sequía en 2004 provocó una reducción de la producción de grano del 40% y una etapa de hambruna, que afecta directamente a cuatro millones de personas de las que 800.000 son atendidas exclusivamente a través de las Naciones Unidas en campos de emergencia. 
En junio de 2005 se alertó por las Naciones Unidas de un riesgo potencial de hambruna para algo más de 3,5 millones de nigerinos en el segundo semestre del año. En julio se estableció por las mismas Naciones Unidas un fondo de ayuda de 65 millones de dólares de emergencia para paliar la situación.

### Golpe de 2010
El 18 de febrero de 2010 ocurre un golpe de Estado militar, quedando suspendidas la Constitución y sus instituciones. Al mando del Estado se ha colocado el Consejo Supremo para la Restauración de la Democracia, liderado por el militar Salou Djibo.  Luego del golpe de Estado en las cadenas radiales de todo el país se dejó de escuchar la programación habitual y se empezó a escuchar la música militar. 
En Niamey las calles quedaron vacías y se vivió un estado de zozobra entre sus habitantes a la espera de información sobre los destinos políticos del país y el depuesto presidente Mamadou Tandja y su gabinete.
Posteriormente, el presidente Tandja fue llevado a juicio y encarcelado. Las elecciones presidenciales fueron llevadas a cabo en 2011 resultando vencedor Mahamadou Issoufu. En mayo de 2011 el tribunal de apelaciones de Níger ha retirado todos los cargos de corrupción contra el presidente derrocado Mamadou Tandja y ordenó su liberación de la cárcel.

### Elección de 2020-2021
Un intento de golpe de Estado tuvo lugar en la noche del 30 al 31 de marzo de 2021, pocos días antes de la toma de posesión de Mohamed Bazoum, presidente electo.
El 2 de abril de 2021, Mohamed Bazoum prestó juramento y asumió el cargo.

## Golpe de 2023
El golpe de Estado en Níger se produjo el 26 de julio de 2023 cuando soldados de la guardia presidencial de Níger supuestamente retuvieron al presidente Mohamed Bazoum dentro del palacio presidencial en Niamey. La guardia también bloqueó las entradas a los ministerios del gobierno en un posible intento de golpe de Estado.
En respuesta a estos hechos, las fuerzas armadas de Níger rodearon el complejo presidencial en apoyo de Bazoum. El ejército también emitió un comunicado diciendo que han asegurado los "principales puntos estratégicos" en el país. Una publicación en la cuenta de Twitter del presidente de Níger indicó que el ejército y la Guardia Nacional estaban listos para atacar a la guardia presidencial.
El golpe de Estado fue exitoso y el presidente fue sustituido por una junta militar. El golpe fue ampliamente condenado por la comunidad internacional y por la Comunidad Económica de Estados de África Occidental (CEDEAO), que actualmente está considerando una intervención militar en el país, que condujo a la crisis de Níger de 2023.
El 26 de julio de 2023, soldados de la guardia presidencial de Níger supuestamente retuvieron al presidente Mohamed Bazoum dentro del palacio presidencial en Niamey. La guardia también bloqueó las entradas a los ministerios del gobierno en un posible intento de golpe de Estado.
En respuesta a estos hechos, las fuerzas armadas de Níger rodearon el complejo presidencial en apoyo de Bazoum. El ejército también emitió un comunicado diciendo que han asegurado "principales puntos estratégicos" en el país. Una publicación en la cuenta de Twitter del presidente de Níger indicó que el ejército y la Guardia Nacional están listos para atacar a la guardia presidencial.
El golpe triunfó y el presidente democrático fue sustituido por una Junta militar.